# Cosmos: Cesta do neznáma
Cosmos: Cesta do neznáma nebo též Kosmos (v anglickém originále Cosmos: A Personal Voyage) je americký třináctidílný populárně naučný seriál zejména o vesmíru. Seriálem provází americký astrofyzik a popularizátor vědy Carl Sagan, který je z velké části také autorem námětu.

## Témata
Hlavním cílem pořadu je seznámit diváka se světem kolem něj, s vesmírem, tak jak jej doposud věda prozkoumala. Tento úkol pojímá vypravěč Carl Sagan velmi ze široka. V jednotlivých dílech se věnuje kromě jiného astronomii, astrofyzice, mechanice, biologii, genetice, chemii a dalším vědám. Velký důraz je kladen na kritické myšlení, analýzu pozorování a syntézu teorie s fakty.
V téměř každém díle je dán prostor pro vyvracení náboženství, astrologie, alchymie a dalších pseudověd. Nemalá část času je věnována též historii – objasňování dřívějšího pohledu lidí na svět nebo medailonkům významných vědců.

## Dopad
Po úspěchu seriálu vydal Carl Sagan též knihu s názvem Cosmos.
V roce 2014 vzniklo pod hlavičkou National Geographic Channel pokračování s názvem Kosmos: Časoprostorová odysea (Cosmos: A Spacetime Odyssey), kterým provází Neil deGrasse Tyson, taktéž renomovaný vědec a popularizátor vědy. Toto pokračování se snaží navázat na Saganův Cosmos s novými vědeckými poznatky, které byly objeveny v průběhu 30 let, které leží mezi oběma seriály.

## Seznam dílů
| Č. v seriálu | Původní název                  | Český název                 | Premiéra v USA     |
| ------------ | ------------------------------ | --------------------------- | ------------------ |
| 1            | The Shores of the Cosmic Ocean | Pobřeží vesmírného oceánu   | 28. září 1980      |
| 2            | One Voice in the Cosmic Fugue  | Jeden hlas vesmírné fugy    | 5. října 1980      |
| 3            | Harmony of the Worlds          | Harmonie světů              | 12. října 1980     |
| 4            | Heaven and Hell                | Nebe a peklo                | 19. října 1980     |
| 5            | Blues for a Red Planet         | Blues pro rudou planetu     | 26. října 1980     |
| 6            | Travellers' Tales              | Vyprávění cestovatele       | 2. listopadu 1980  |
| 7            | The Backbone of Night          | Páteř noci                  | 9. listopadu 1980  |
| 8            | Journeys in Space and Time     | Cestování prostorem a časem | 16. listopadu 1980 |
| 9            | The Lives of the Stars         | Život hvězd                 | 23. listopadu 1980 |
| 10           | The Edge of Forever            | Okraj věčnosti              | 30. listopadu 1980 |
| 11           | The Persistence of Memory      | Vytrvalost paměti           | 7. prosince 1980   |
| 12           | Encyclopaedia Galactica        | Galaktická Encyklopedie     | 14. prosince 1980  |
| 13           | Who Speaks for Earth?          | Mluvící Země Mluvčí Země    | 21. prosince 1980  |